# Sandhikharka
Sandhikharka, ook  Sandhikarka, is een dorpscommissie (Engels: village development committee, afgekort VDC; Nepalees: panchayat) in Nepal, en tevens de hoofdplaats van het district Arghakhanchi. De dorpscommissie telde bij de volkstelling in 2011 13.825 inwoners.